# 加菲爾德 (明尼蘇達州)
加菲爾德（英語：Garfield）是一個位於美國明尼蘇達州道格拉斯縣的城市。

## 歷史
加菲爾德於1882年設立，紀念美國第二十任總統詹姆斯·艾布拉姆·加菲尔德。

## 人口
根據2020年美國人口普查的數據，加菲爾德的面積為2.10平方千米，當中陸地面積為2.09平方千米，而水域面積為0.01平方千米。當地共有人口349人，而人口密度為每平方千米166人。